# الكسندر ليند
الكسندر ليند (بالنرويجية البوكمول: Alexander Lind)‏ هو لاعب كرة قدم نرويجي، ولد في 23 مارس 1989. لعب مع FK Jerv ‏.

## وصلات خارجية
- الكسندر ليند على موقع اتحاد النرويج (النرويجية)
- الكسندر ليند على موقع قاعدة بيانات كرة القدم.إي يو (الإنجليزية)
- الكسندر ليند على موقع Soccerway.com (الإنجليزية)